# Первомайський (Грязінський район)
Первомайський (рос. Первомайский) — селище у Грязінському районі Липецької області Російської Федерації.
Населення становить 229  осіб. Належить до муніципального утворення Двуреченська сільрада.

## Історія
З 13 червня 1934 до 6 січня 1954 року у складі Воронезької області. Відтак входить до складу Липецької області.
Згідно із законом від 23 вересня 2004 року № 126-ОЗ органом місцевого самоврядування є Двуреченська сільрада.

## Населення
| 2009 | 2010 | 2013 |
| ---- | ---- | ---- |
| 201  | ↗202 | ↗229 |